# 帕尼卡爾恰
49°58′4″N 30°58′49″E / 49.96778°N 30.98028°E
帕尼卡爾恰（烏克蘭語：Панікарча）是位於烏克蘭北部的村莊，由基辅州奧布希夫區的勒日希夫市鎮負責管轄。該村面積3.33平方公里，海拔高度122米，2001年人口313，人口密度每平方公里93.9人。